# Lapeyrère
Lapeyrère ist eine französische Gemeinde mit 59 Einwohnern (Stand 1. Januar 2022) im Département Haute-Garonne in der Region Okzitanien (vor 2016 Midi-Pyrénées). Sie gehört zum Arrondissement Muret und zum Kanton Auterive. Die Einwohner werden Peyrérois genannt.

## Geografie
Die Gemeinde Lapeyrère liegt in der Vorbergzone der Pyrenäen an der Grenze zum Département Ariège, 60 Kilometer südsüdwestlich von Toulouse. An der westlichen Gemeindegrenze verläuft das Flüsschen Camedon. Umgeben wird Lapeyrère von den Nachbargemeinden Bax im Nordwesten und Norden, Canens im Nordosten und Osten, Sainte-Suzanne im Osten, Sieuras im Südosten und Süden, Méras im Süden und Südwesten sowie Latour im Nordwesten.

## Einwohnerentwicklung
| Jahr                       | 1962 | 1968 | 1975 | 1982 | 1990 | 1999 | 2010 | 2020 |
| Einwohner                  | 74   | 68   | 44   | 40   | 47   | 61   | 72   | 63   |
| Quellen: Cassini und INSEE |      |      |      |      |      |      |      |      |

## Sehenswürdigkeiten
- Kirche Notre-Dame